# Bryon Friedman
Bryon Friedman (Park City, 14 giugno 1980) è un ex sciatore alpino statunitense specialista delle prove veloci.

## Biografia
Attivo in gare FIS dall'agosto del 1995, in Nor-Am Cup Friedman esordì l'11 marzo 1998 a Mount Norquay in slalom gigante (25º) e ottenne il primo podio il 5 dicembre 2000 a Beaver Creek in supergigante (3º). In Coppa del Mondo esordì il 24 novembre 2002 a Park City in slalom speciale, senza qualificarsi per la seconda manche, e ottenne il miglior piazzamento il 3 dicembre 2004 a Beaver Creek in discesa libera (6º).
Colse l'ultimo podio in Nor-Am Cup l'11 dicembre 2008 a Lake Louise in discesa libera (3º) e prese per l'ultima volta il via in Coppa del Mondo il 24 gennaio 2009 a Kitzbühel nella medesima specialità (45º); si ritirò al termine della stagione 2008-2009 e la sua ultima gara fu la discesa libera dei Campionati statunitensi 2009, disputata il 28 marzo ad Alyeska e chiusa da Friedman al 24º posto. In carriera non prese parte a rassegne olimpiche o iridate.

## Palmarès

### Coppa del Mondo
- Miglior piazzamento in classifica generale: 64º nel 2005

### Coppa Europa
- Miglior piazzamento in classifica generale: 43º nel 2003
- 2 podi:
  - 2 secondi posti

### Nor-Am Cup
- Miglior piazzamento in classifica generale: 22º nel 2001
- 3 podi:
  - 1 secondo posto
  - 2 terzi posti

### Campionati statunitensi
- 3 medaglie:
  - 2 ori (discesa libera, combinata[1] nel 2004)
  - 1 argento (supergigante nel 2008)